# Auzance
Die Auzance ist ein Küstenfluss in Frankreich, der im Département Vendée in der Region Pays de la Loire verläuft. Sie entspringt im Gemeindegebiet von Sainte-Flaive-des-Loups, entwässert generell in westlicher Richtung und mündet nach rund 35 Kilometern südlich von Brem-sur-Mer, an der Gemeindegrenze von Bretignolles-sur-Mer und Les Sables-d’Olonne in den Atlantik.

## Orte am Fluss
(in Fließreihenfolge)
- Saint-Georges-de-Pointindoux
- La Mothe-Achard, Gemeinde Les Achards
- Brem-sur-Mer

## Sehenswürdigkeiten
- Die Auzance fließt auf ihrem Weg durch das Weinbaugebiet Fiefs Vendéens-Brem.
- Im Mündungsabschnitt durchquert sie das Marschland Marais d’Olonne, in dem heute überwiegend Landwirtschaft betrieben wird, aber noch einige Salzgärten zur Salzgewinnung bestehen.

## Einzelnachweise

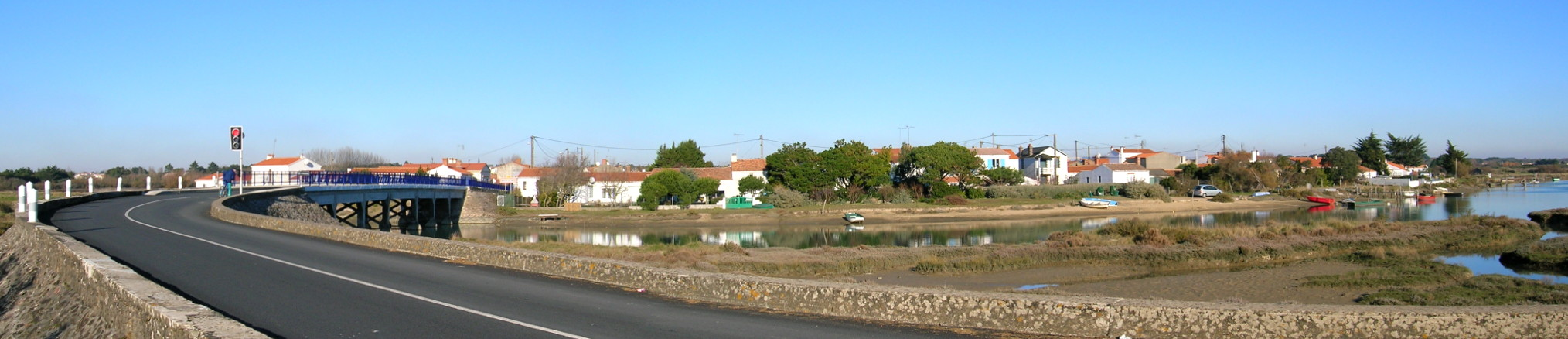
Der Fluss beim Weiler La Gachère, kurz vor der Mündung